# Kaniów (Janówek)
Kaniów – przysiółek wsi Janówek w Polsce, położony w województwie dolnośląskim, w powiecie wrocławskim, w gminie Jordanów Śląski. Wchodzi w skład sołectwa Janówek.
W latach 1975–1998 przysiółek administracyjnie należał do województwa wrocławskiego.